# Cedar Point Shores
Pour les articles homonymes, voir Soak City.
Cedar Point Shores, anciennement Soak City, est un parc aquatique situé à Sandusky, dans l’Ohio aux États-Unis et rattaché au parc d'attractions Cedar Point depuis 1988. Il est dirigé par Cedar Fair Entertainment.
Il débuta avec plusieurs toboggans aquatiques à la fin des années 1980 et est aujourd’hui un parc aquatique majeur du pays.

## Attractions
- Adventure Cove
- Breakers Bay
- Body Slides
- Bubbles Swim Up Bar
- Choo Choo Lagoon
- Eerie Falls
- Main Stream
- Renegade River
- Splash Zone
- Tadpole Town
- Tube Slides
- Zoom Flume